# 福岡正信
福岡正信（1913年2月2日—2008年8月16日）是日本農學家、哲學家，自然農法的創始人、提倡者之一。他是不施肥、不施农药及除草剂的傳統耕作方式的擁護者，亦是在此基礎上他創立了廣為人知的自然農法。

## 人物
福岡正信出生于愛媛縣伊予郡南山崎村（現伊予市），畢業於旧制松山中学校岐阜高等農林学校（現岐阜大学應用生物科学部）。
青年時期的福岡就任于横濱海關的植物檢查科，從事植物病理研究。不久因罹患急性肺炎住院。住院期間，他領悟了「一切無用（この世には何もない）」的思想，繼而辞去工作，回鄉務農。他致力於探尋「無為而治（やらなくてもいい）」的、也就是否定“科学農法”的農業道路，經歷多次失敗后，最終創立了自然農法。
然而，儘管他在著作的序文中大力提倡推行不耕作、無肥料、無農藥、不除草的自然農法、著作中卻仍有使用肥料及農藥（除草劑、除虫劑）的記述。
1988年，他獲得了由洛克菲勒兄弟財團出資設立的拉蒙·麦格塞塞奖。
据报道，年届90的福冈正信曾飞抵中国，不顧年事已高，步行困難，現場亲自指導粘土團子的有關技術。

## 簡歷
- 1913年 － 出生于愛媛縣
- 1931年 － 從松山中学畢業
- 1933年 － 岐阜高農農学科畢業
- 1934年 － 任職于横濱海關植物檢查課
- 1937年 － 短暫回鄉務農，開始自然農法試驗
- 1939年 － 任職于高知縣農業試験場（現高知縣農業技術中心）。
- 1947年 － 再次回鄉務農，開始專心研究自然農法。
- 1975年 － 出版《自然農法・一根稻草的革命》
- 1988年 － 獲得拉蒙·麦格塞塞奖的公共服務獎項和维斯瓦·巴拉蒂大学的Desikottam奖。
- 1997年 － 獲得首屆Earth Council獎。
- 2008年 － 8月16日上午逝世。

## 脚注
1. ↑  据著作《一根稻草的革命》
2. ↑  据《無3-自然農法》中收錄的論文称，10公亩稻麦耕作当用约300千克的鸡粪同800-1200千克的敷藁，麦作元肥当用80千克的氰氨化鈣、外加木鋸屑等。
3. ↑  据《無3-自然農法》中收錄的論文称、麦作10公亩当用约3-6千克氰酸钠。
4. ↑  据朝日新聞2005年《人物》卷